# Philip Kruseman
Jacob Philip Kruseman (Amsterdam, 17 november 1887 – Den Haag, 31 januari 1955) was een Nederlands muziekuitgever.
Hij was zoon van arts David Kruseman en Titia Bleeker. Hij was getrouwd met Henriëtte Hemminga.Hij werd begraven op Nieuw Eykenduynen.
Hij richtte in 1909 in Den Haag de J. Philip Kruseman Uitgeversmaatschappij NV op die zich zou specialiseren in muziek. Zo bracht hij biografieën uit over componisten in de reeks Beroemde musici. Hij was tevens de uitgever van het Geïllustreerd muzieklexicon, een tweedelig boekwerk dat in 1932 werd uitgegeven met een herdruk in 1949. Die was voorzien van een rubriek aanvullingen en correcties. Krusemans liefde voor muziek was terug te brengen op zijn jeugd waarin hij zelf muziek studeerde. In 1910 werd zijn werkje C’est si léger l’amour uitgebracht. Voor Holland 1813-1913 van Sam Schuijer, een vrijheidslied in den volkstoon, schreef Kruseman de tekst; het werk bracht het tot een uitvoering van het "Koor der Vereeniging tot Verbetering van den Volkszang" met het Concertgebouworkest onder leiding van Herman Johannes den Hertog. In 1927 verscheen de uitgave Wat de kleintjes gaarne zingen uit 1927; twintig kinderliedjes, zoals Slaap, kindje, slaap naar arrangement van Kruseman met tekeningen van Daan Hoeksema.
In later jaren werden ook andere boekwerken uitgegeven, zoals een biografie over Simone de Beauvoir door Genevieve Gennari (1961). De uitgeverij ging in 1978 ter ziele.
Hij trad tevens enige jaren op als consul-generaal van El Salvador, alwaar zijn zoon ondernemer was.